# Теокуитатлан-де-Корона
Теокуитатлан-де-Корона (исп. Teocuitatlán de Corona) — посёлок в Мексике, в штате Халиско, входит в состав одноимённого муниципалитета и является его административным центром. Численность населения, по данным переписи 2020 года, составила 3986 человек.

## Общие сведения
Поселение было основано в доиспанский период племенами кокасов, которые называли его Teocuitatlán, что с языка науатль можно перевести как: золотоносное место.
В 1521 году, во время экспедиции, поселение посетил капитан Хуан Альварес Чико, а в 1523 году регион был покорён конкистадорами во главе с Алонсо де Авалосом, а поселение было включено в провинцию Авалос.
6 октября 1844 года, указом Конгресса штата, Теокуитатлан назначен административным центром нового муниципалитета с одноимённым названием.
15 февраля 1890 года к названию посёлка и муниципалитета была добавлена фамилия губернатора штата Халиско — Рамона Короны.
Теокуитатлан-де-Корона расположен в 95 км к югу от столицы штата, города Гвадалахара, на соединении региональных автодорог 404 и 446.

## Население
| Год  | Численность | Численность |
| ---- | ----------- | ----------- |
| 2000 | 4090        | [ 7 ]       |
| 2010 | 3938        | [ 8 ]       |
| 2020 | 3986        | [ 9 ]       |